# Jenny Brusk
Jenny Brusk, född 1968, är en svensk universitetslektor och spelutvecklare. Hon driver även projekt för ökad jämställdhet inom spelbranschen.

## Biografi
Brusk är utbildad datalingvist vid Göteborgs universitet. Under en period på 1990-talet var hon vokalist i gruppen Punk Funk Union.
Senare under 1990-talet blev Brusk spelutvecklare på Tati AB i Göteborg och stannade kvar när Tati gick upp i Vision Park. Där hade hon olika roller, bland annat utvecklare, programmerare och projektledare, för spel och spelserier som Backpacker, Polis, Fest i Mumindalen, Wannabe, Kosmopolska, Kriss Kross och Istiden.
Runt 2003 hade hon anställts vid Högskolan i Skövde för att utveckla deras utbildning i datorspelsutveckling. 2004-2009 var hon doktorand vid Högskolan på Gotland. År 2010 återvände hon till Högskolan i Skövde. Då forskade hon bland annat om hur skvaller skulle kunna användas i datorspelsdialoger.
År 2012 var hon medgrundare till nätverket Donna som ska öka andelen spelutvecklare som är icke-män.
Från den 1 september 2020 är Brusk innovationsrådgivare vid Science Park Skövde.